# Bulbostylis striata
Bulbostylis striata là một loài thực vật có hoa trong họ Cói. Loài này được (Ruiz & Pav.) H.Pfeiff. mô tả khoa học đầu tiên năm 1943.